# Geflecktes Sandröschen
Das Gefleckte Sandröschen (Tuberaria guttata) ist eine Pflanzenart aus der Gattung der Sandröschen (Tuberaria) innerhalb der Familie der Zistrosengewächse (Cistaceae).

## Beschreibung

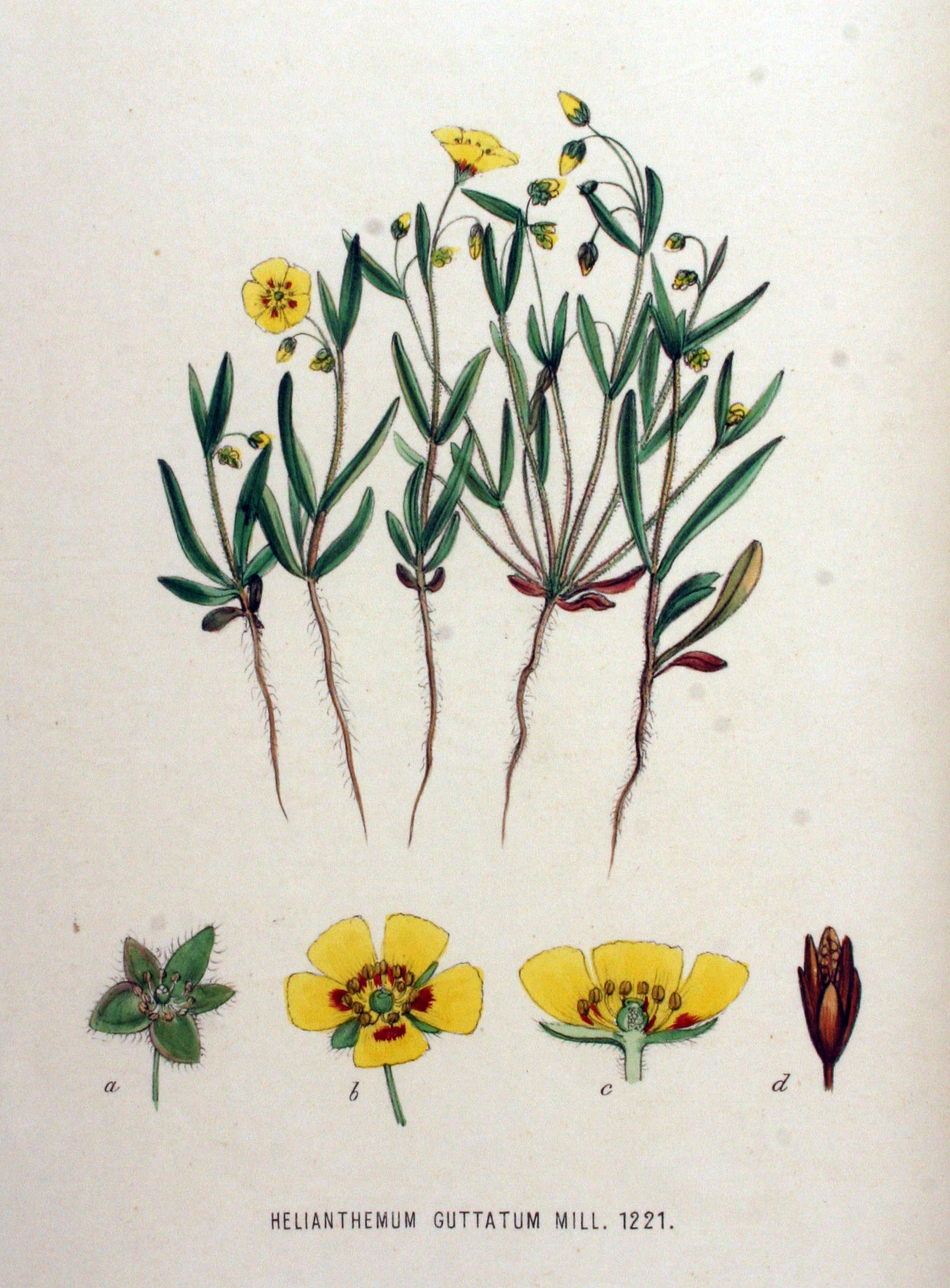
Illustration aus Flora Batava, Volume 16

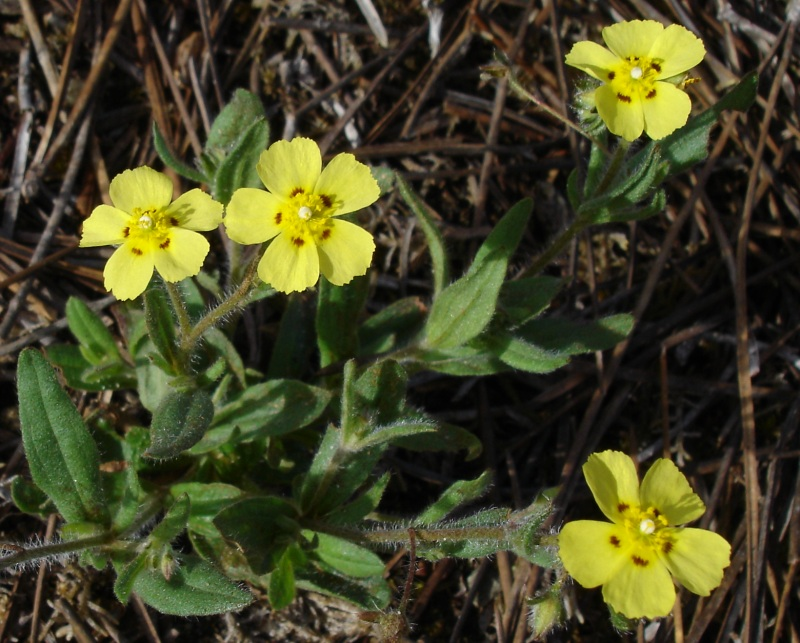
Habitus mit gegenständigen Laubblättern und Blüten

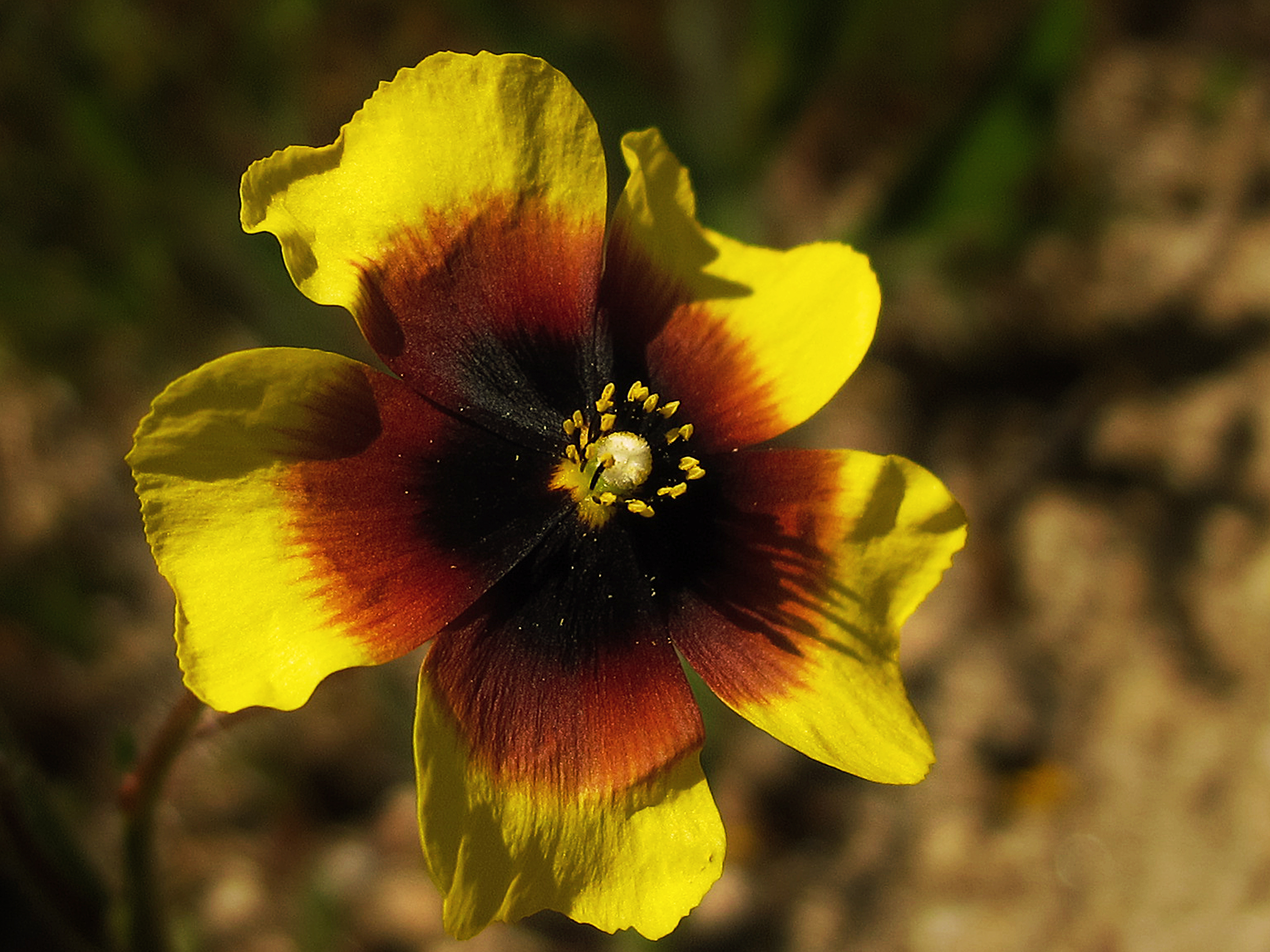
Blüte im Detail

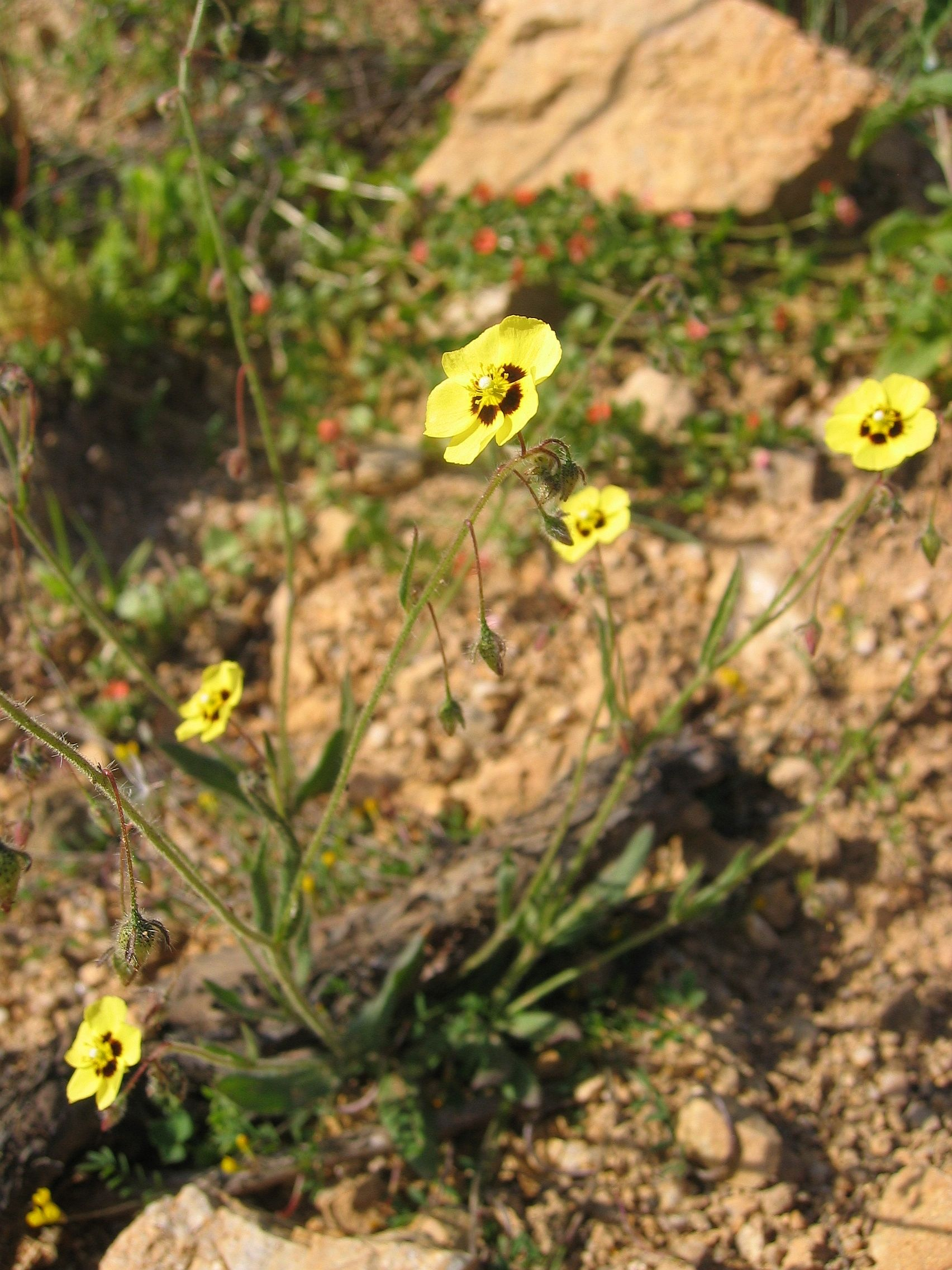
Habitus im Habitat

### Vegetative Merkmale
Das Gefleckte Sandröschen wächst als zierliche, wenig verzweigte einjährige, krautige Pflanze und erreicht Wuchshöhen von 5 bis 30, selten bis zu 42 Zentimetern. Die oberirdischen Pflanzenteile sind abstehend mit unterschiedlichen Trichomtypen behaart. Der aufrechte oder aufsteigende, behaarte Stängel ist einfach oder verzweigt.
Die Laubblätter sind in grundständigen Rosetten und gegenständig am Stängel verteilt angeordnet und 1 bis 5, selten bis zu 7,5 Zentimeter sowie 5 bis 10 (2 bis 18) Millimeter breit lang. Die Laubblätter sind dreinervig. Die Grundblätter sind zur Blütezeit meist schon vertrocknet. Die Stängelblätter sind ungestielt. Die Grundblätter und die unteren Stängelblätter sind länglich-elliptisch breit- bis schmal-elliptisch oder verkehrt-eiförmig; bei beiden sind keine Nebenblätter vorhanden. Die oberen Stängelblätter sind bei einer Länge von bis zu 3 Zentimetern schmal-lanzettlich oder linealisch-lanzettlich bis linealisch-länglich und mehr oder weniger nach unten eingerollt; bei ihnen können Nebenblätter, die 1/3 bis 1/2 so lang wie die Laubblätter sind, vorhanden sein. Beide Blattflächen sind mit Sternhaaren versehen oder es sind auf der Oberseite nur einfache Trichome vorhanden.

### Generative Merkmale
Die Blütezeit reicht von März bis Juni. In endständigen, lockeren, traubigen oder traubenähnlich-zymösen Blütenständen stehen die Blüten zusammen. Der schlanke Blütenstiel ist mit einer Länge von 7 bis 15, selten bis zu 23 Millimetern relativ lang.
Die zwittrigen Blüten sind bei einem Durchmesser von 1 bis 2 Zentimetern radiärsymmetrisch und fünfzählig mit doppelter Blütenhülle. Von den fünf ungleichen, 1 bis 4 Millimeter langen, behaarten Kelchblättern sind die inneren drei mit einer Länge von 4 bis meist 4,5 bis 5,7 Millimetern sowie einer Breite von meist 2,6 bis 3,5 (2 bis 4,6) Millimetern eiförmig mit mehr oder weniger stumpfem oberen Ende und größer sowie breiter als die beiden äußeren, die bei einer Länge von 2 bis meist 2,5 bis 4 Millimetern sowie einer Breite von 0,7 bis 2, selten bis zu 2,2 Millimetern eiförmig oder länglich sind. Die Kronblätter sind 1,5- bis 3-mal länger als die Kelchblätter. Die fünf, freien Kronblätter sind hellgelb, manchmal weißlich und an ihrer Basis ist meist ein schwarzbrauner oder dunkelbrauner mehr oder weniger großer Fleck vorhanden. Die Kronblätter sind bei einer Länge von 4 bis meist 7 bis 10 Millimetern meist verkehrt-eiförmig bis gerundet-keilförmig mit gestutzten oberen Enden. Es sind viele Staubblätter vorhanden. Die Staubfäden sind schwarz oder gelblich. Die Staubbeutel sind meist 0,4 bis 0,5 (0,3 bis 0,7) Millimeter lang. Drei Fruchtblätter sind zu einem oberständigen, behaarten Fruchtknoten verwachsen. Es ist kein Griffel vorhanden. Die Narbe besitzt einen Durchmesser von 0,5 bis 1,2 Millimetern.
Die Fruchtstiele sind abstehend oder abwärts geneigt. Die behaarten Kapselfrüchte sind mit einer Länge von 4 bis 5,2 (2,8 bis 6) Millimetern sowie einem Durchmesser von 1,8 bis meist 2 bis 3,3 Millimetern eiförmig und gleich lang oder kürzer als die Kelchblätter und öffnen sich mit drei Fruchtklappen. Die Samen sind bei einer Länge von meist 0,6 bis 0,7 (0,5 bis 0,9) Millimetern sowie einem Durchmesser von 0,4 bis 0,5 (0,25 bis 0,6) Millimetern eiförmig.

### Chromosomensatz
Die Chromosomengrundzahl beträgt x = 9 oder 12; es wurden Chromosomenzahlen von 2n = 24, 36 oder 48 ermittelt.

## Ökologie
Beim Gefleckten Sandröschen handelt es sich um einen [Therophyt]en.
Das Gefleckte Sandröschen ist obligat autogam, also mit obligater Selbstbefruchtung. Die Blüten sind homogam, die männlichen und weiblichen Blütenorgane sind gleichzeitig fertil. Blütenökologisch handelt es sich um Pollenblumen. Es erfolgt meist Selbstbestäubung und es kommt Bestäubung durch Insekten vor. Belohnung für Bestäuber ist kein Nektar, aber reichlich Pollen vorhanden. Bestäuber sind kurzrüsselige Bienen, Syrphiden, Käfer und Fliegen. Die Blüten sind nur wenige Stunden morgens geöffnet.
Diasporen sind die Samen. Ausbreitung der Diasporen erfolgt durch den Wind (Anemochorie).

## Vorkommen und Gefährdung
Das Gefleckte Sandröschen ist ein mediterran-atlantisches Florenelement. Es ist im gesamten Mittelmeerraum, auf vielen Kanarischen Inseln sowie in Teilen Westeuropas bis Irland verbreitet. Es gibt Fundortangaben für die Kanarischen Inseln, Tunesien, Marokko, das nördliche Algerien, nördliche Libyen, die Balearen, Gibraltar, Spanien, Portugal, Andorra, Monaco, Frankreich, Korsika, Sardinien, Sizilien, Italien, Malta, Zypern, Israel, das westliche Jordanien, den Libanon, die Türkei, auf Inseln in der östlichen Ägäis, Kreta, Griechenland, Nordmazedonien, Montenegro, Albanien, Bulgarien, Bosnien und Herzegowina, Kroatien, Serbien, Kosovo, Slowenien, das Vereinigte Königreich, Irland, die Niederlande, Deutschland und vielleicht kommt sie auch in der Schweiz vor.
Das Gefleckte Sandröschen steht auf der Roten Liste gefährdeter Pflanzenarten Deutschlands 1996 und auch Metzing et al. 2018 in Kategorie 1 = „vom Aussterben bedroht“ und gilt in Deutschland als extrem selten nur in hochgradig isolierten Vorposten. Auf den Britischen Inseln kommt Tuberaria guttata im nördlichen Wales und vom westlichen bis südwestlichen Irland und auf beiden Kanalinseln Jersey sowie Alderney vor und gilt dort als „Vulnerable“ = „gefährdet“; es gibt isolierte Bestände, die auch genetisch voneinander abweichen.
Es bevorzugt sonnige Standorte auf sandigen Böden; Garigues, Macchien, Grasfluren. Es ist in Mitteleuropa eine Charakterart des Verbandes Thero-Airion, in Südeuropa eine Charakterart der Ordnung Helianthemetalia guttati.
Tuberaria guttata ist in Kalifornien ein Neophyt und gedeiht dort in Höhenlagen von 80 bis 150 Metern an gestörten Standorten nur in den Vorbergen der nördlichen bis zentralen Sierra Nevada und im östlichen Sacramento Tal.

## Taxonomie
Die Erstveröffentlichung erfolgte 1753 unter dem Namen (Basionym) Cistus guttatus durch Carl von Linné in Species Plantarum, Tomus I, S. 526. Das Artepitheton guttata bedeutet getüpfelt. Die Neukombination zu Tuberaria guttata (L.) Fourr. wurde 1868 Jules Pierre Fourreau in Annales de la Société Linnéenne de Lyon Séries 2, 16, S. 340 veröffentlicht. Weitere Synonyme für Tuberaria guttata (L.) Fourr. sind: Xolantha guttata (L.) Raf., Helianthemum guttatum (L.) Mill., Helianthemum discolor Pomel, Helianthemum eriocaulon Dunal, Helianthemum milleri Rouy & Fouc., Helianthemum villosissimum Pomel, Helianthemum guttatum subsp. discolor (Pomel) Jahand. & Maire, Helianthemum guttatum subsp. littorale (Rouy & Fouc.) P.Fourn., Helianthemum guttatum subsp. milleri Maire nom. inval., Tuberaria annua Spach nom. illeg., Tuberaria gallaecica (Merino) Pau & Merino, Tuberaria glomerata Willk., Tuberaria perennis Spach nom. illeg., Tuberaria variabilis Willk. nom. illeg., Tuberaria villosissima (Pomel) Grosser, Tuberaria guttata subsp. breweri (Planch.) E.F.Warb., Tuberaria guttata subsp. discolor (Pomel) Raynaud, Tuberaria guttata subsp. discolor Quézel & Santa nom. inval.,, Tuberaria guttata subsp. littoralis Guin. & R.Vilm. nom. inval., Tuberaria guttata subsp. milleri Bonafé nom. inval., Tuberaria guttata subsp. variabilis Litard. nom. inval., Tuberaria guttata subsp. villosissima Quézel & Santa nom. inval.